# Български барок
Български барок е стил в архитектурата, характерен за жилищни и административни сгради в рамките на българските земи.

## История
Бароковото течение, навлиза в Българската възрожденска архитектура от средата на XIX век. Първи прояви на този архитектурен стил се наблюдават първо в Пловдив. До края на века българският барок завладява по-големите населени места. Феодализмът и влиянието на Османската империя върху българските земи забавят с четири века развитието на българската архитектура. При бароковото течение са характерни и богато декорирани дървени окачени тавани, парапети, дървени фрагменти от архитектурата. За православните храмове, построени в български барок също е характерна дърворезбата. В църкви в Македония и Тракия се срещат богато украсени иконостаси. Най-много автентични сгради, представители на българския барок, се срещат в Копривщица, Пловдив, Карлово, Самоков, Жеравна и други селища.